# طرفدار (آلبوم)
طرفدار نام یک آلبوم موسیقی اثر شادمهر عقیلی، هنرمند ایرانی است که در سبک پاپ تهیه شده و ۹ ترَک دارد. این آلبوم با فاصله سه سال از آلبوم قبلی عقیلی، در تاریخ ۱ مرداد ۱۳۹۱ از سوی کمپانی آونگ عرضه شد.

## فهرست آهنگ‌ها
| ردیف | آهنگ                | ترانه‌سرا                                                                | آهنگساز         | تنظیم کننده  | زمان |
| ---- | ------------------- | ----------------------------------------------------------------------- | --------------- | ------------ | ---- |
| ۱    | انتخاب              | سروش دادخواه                                                            | شادمهر عقیلی    | شادمهر عقیلی | ۴:۱۶ |
| ۲    | اسمم داره یادم میره | مونا برزویی                                                             | شادمهر عقیلی    | محمد ناهیدی  | ۲:۵۶ |
| ۳    | حالم عوض میشه       | مونا برزویی                                                             | شادمهر عقیلی    | محمد ناهیدی  | ۵:۱۸ |
| ۴    | طرفدار              | مونا برزویی                                                             | شادمهر عقیلی    | محمد ناهیدی  | ۴:۱۰ |
| ۵    | آینده               | سروش دادخواه                                                            | شادمهر عقیلی    | شادمهر       | ۴:۲۷ |
| ۶    | خیلیا               | مونا برزویی                                                             | محمد ناهیدی     | محمد ناهیدی  | ۳:۱۱ |
| ۷    | چه خواب‌هایی         | سروش دادخواه و علی ایلیا - ترجیع بند این قطعه متعلق به علی ایلیا است.   | شادمهر عقیلی    | شادمهر عقیلی | ۳:۳۰ |
| ۸    | امون از تو          | حمیدرضا نصراللهی                                                        | موسیقی آمریکایی | شادمهر عقیلی | ۲:۵۳ |
| ۹    | زود تموم میشه       | مهدی ایوبی و مونا برزویی - ترجیع بند این قطعه متعلق به مونا برزویی است. | شادمهر عقیلی    | شادمهر عقیلی | ۵:۲۸ |

## توضیحات تکمیلی
- آهنگ انتخاب طبق نظرسنجی شبکه من و تو ۱ و رادیو فردا و برنامه شباهنگ بعنوان برترین آهنگ سال ۱۳۹۱ شناخته شد.
- آهنگ حالم عوض میشه طبق نظرسنجی شبکه من و تو ۱ و رادیو فردا به عنوان بهترین آهنگ سال ۹۰ انتخاب شد.
- آهنگ طرفدار مدتی قبل از انتشار آلبوم با کیفیت پایین منتشر شد و این باعث شد ورژن جدیدی از این آهنگ در آلبوم ارائه شود اگرچه بعدها ورژن اولیه این آهنگ نیز پخش شد. آهنگ طرفدار طبق نظرسنجی شبکه من و تو ۱ نهمین آهنگ برتر در سال ۱۳۹۱ شناخته شد.
- آهنگ آینده هنگام انتشار جنجال‌هایی از جمله نارضایتی بعضی هواداران و همچنین ادعای سروش دادخواه (شاعر اثر) در مورد دزدی فرشاد از او را دربرداشت.
- در آهنگ خیلیا محمد ناهیدی آهنگسازی این اثر را به عهده داشت.
- آهنگ "چه خواب هایی" توسط مهران عباسی و "آهنگ حالم عوض میشه " توسط محمد ناهیدی ریمیکس شدند که به‌طور رسمی از پیج شادمهر عقیلی در هشتم بهمن ۱۳۹۱ منتشر شدند.

- قسمتی از ترانه «زود تموم میشه» که توسط مصطفی طالبی سروده شده بود به گروه ۲۵ باند داده شده بود و به‌طور غیرعمد در این آهنگ به کار برده شد.